# Kasey Keller
Kasey C. Keller (født 29. november 1969 i Lacey, USA) er en tidligere amerikansk målmand. Han nåede i sin karriere at spille for en del europæiske klubber såsom Tottenham Hotspur, Fulham og Borussia Mönchengladbach. Han var i 2013 både assistent træner for USA's U20 landshold samt USA's landshold.

## Spillerkarriere

### Portland
Keller startede sin karriere i Portland, hvor han agerede ankermand for det lokale universitetshold på University of Portland. Herefter blev han hentet til Portland Timbers, hvor han opnåede 10 kampe i sit ene år i klubben.

### Millwall F.C.
Efter at være blevet udtaget til USAs fodboldlandshold ved VM i fodbold 1990, skiftede Keller Amerika ud med England og Millwall F.C.. Her etablerede han sig hurtigt som en favorit blandt fansene og vandt bl.a. Millwalls 'Player of the Year' i sæsonen 1992/93. Amerikaneren spillede sin sidste kamp for Millwall den 5. maj, 1996 efter at have repræsenteret The Lions 202 gange.

### Leicester City
Efter at Millwall rykkede ned i den engelske anden division, var Leicester City det næste stop for den amerikanske globetrotter. Her spillede han en vigtig rolle, da The Foxes vandt den engelske League Cup i 1997 og var ubestridt førstevalg i sine tre år i den blå trøje.

### Rayo Vallecano
I 1999 pakkede Keller sine kufferter og tog turen til Spanien, hvor han i to sæsoner udgjorde sidste skanse for Rayo Vallecano, hvorefter han igen vendte snuden mod England.

### Tottenham
Kellers tredje engelske klub blev Tottenham Hotspurs, hvor han i første omgang var udset til reserve for skotske Neil Sullivan. Den amerikanske landsholdsspiller slog dog hurtigt konkurrenten af holdet og etablerede sig endnu engang som en stærk Premier League målmand, indtil Spurs hentede Paul Robinson i Leeds United.

### Borussia Mönchengladbach
Efter kontrakt udløb i Spurs gik turen til Tyskland og Borussia Mönchengladbach for den berejste målmand, der i sin anden sæson i den tyske klub blev udnævnt til kaptajn for Die Fohlen. Men efter den sæson valgte Keller igen at tage tilbage til det engelske, hvor Fulham F.C. blev hans næste destination.

### Fulham F.C.
Keller kom til Fulham som backup for finske Antti Niemi, men finnens kroniske skadesproblemer, og svage præstationer, gjorde, at Keller overtog målmandsposten cirka halvvejs i sæsonen, da Roy Hodgson afløste den stærkt kritiserede Lawrie Sanchez på managerposten. Fulham reddede sit Premier League liv på sidste spilledag efter at have slået Portsmouth F.C. på udebane. Inden da havde klubben haft en bemærkelsesværdig god formkurve, som Keller spillede en markant rolle i og amerikaneren indskrev sig i Fulhams historiebøger som keeper på holdet fra den såkaldte The Great Escape.

### Seattle Sounders F.C.
Efter at have forladt Fulham i stilhed tog Keller tilbage til USA, da han den 14. august, 2008 skrev under på en kontrakt med Seattle Sounders F.C..